# Dioctria vera
Dioctria vera är en tvåvingeart som beskrevs av Werner Back 1909. Dioctria vera ingår i släktet Dioctria och familjen rovflugor. Inga underarter finns listade i Catalogue of Life.